# Ferdi Tyteca
Pour les articles homonymes, voir Tyteca.
 (décembre 2021).
Ferdinand « Ferdi » Tyteca (né le 27 décembre 1954 à Beveren) est un cavalier belge de saut d'obstacles.

## Carrière
Il est le fils d'Armand Tyteca, créateur du jumping international d'Anvers.
Ferdi Tyteca participe aux Jeux olympiques d'été de 1984 à Los Angeles. Il finit 42e de l'épreuve individuelle. L'équipe belge composée de Tyteca, Herman Van Den Broeck et Axel Verlooy finit 13e.
Il avait participé au championnat d'Europe en 1983 à Hickstead, où il termine 34e de l'épreuve individuelle.
Après sa carrière dans l'équitation, il se consacre au ski nautique.